# Fritze Carstensen
Fritze Carstensen (n. 18 iulie 1925, Aarhus, Danemarca – d. 5 august 2005, Lyngby-Taarbæk, Københavns Amt, Danemarca) a fost o înotătoare ce a reprezentat Danemarca, medaliată olimpică. A participat la o ediție a Jocurilor Olimpice (1948) în care a câștigat o medalie de argint.

## Participări
Lista de mai jos prezintă principalele competiții la care a participat Fritze Carstensen de-a lungul carierei.
- swimming at the 1948 Summer Olympics – women's 4 × 100 metre freestyle relay[*]